# 仲町 (川越市)
仲町（なかちょう）は、埼玉県川越市の町名。郵便番号は350-0065。

## 地理
川越市の中心部に位置する。大正浪漫夢通りがあり、古民家も現存している。

## 交通

### 道路
- 埼玉県道12号川越栗橋線
- 大正浪漫夢通り

## 施設
- 山下家住宅
- 川越商工会議所（旧武州銀行川越支店）
- 仲町観光案内所
- 山崎美術館
- 仲町自治会館